# Ilias Hassani
Ilias Hassani (Tolosa, 8 novembre 1995) è un calciatore francese naturalizzato algerino, difensore dell'AS Béziers.

## Carriera

### Club
Cresciuto nel settore giovanile del Tolosa, ha esordito in prima squadra l'11 febbraio 2014 disputando l'incontro di Ligue 1 perso 1-3 contro il Bastia, subentrando a Dany Maury al minuto '50.
Il 16 agosto 2016 ha firmato un contratto di un anno con i bulgari del Vereja, dove ha giocato 23 partite in campionato durante la stagione 2016-2017.
Il 15 giugno 2017 si è trasferito al Černo More Varna, altro club della massima serie bulgara. Il 15 luglio successivo ha esordito con la squadra, nella vittoria in casa per 1-0 contro il Vitoša Bistrica. Il 28 luglio 2017, ha segnato il suo primo gol in carriera nella vittoria per 1-0 in casa sul Dunav Ruse, arrivando nell'area in corsa e tirando di sinistro all'angolino.

### Nazionale
Il 2 settembre 2017 ha esordito con la nazionale algerina giocando l'incontro perso 1-3 contro lo Zambia, valido per le qualificazioni al campionato mondiale di calcio 2018.

## Statistiche

### Presenze e reti nei club
Statistiche aggiornate al 13 agosto 2021.
| Stagione                | Squadra                 | Campionato              | Campionato | Campionato | Coppe nazionali | Coppe nazionali | Coppe nazionali | Coppe continentali | Coppe continentali | Coppe continentali | Altre coppe | Altre coppe | Altre coppe | Totale | Totale |
| Stagione                | Squadra                 | Comp                    | Pres       | Reti       | Comp            | Pres            | Reti            | Comp               | Pres               | Reti               | Comp        | Pres        | Reti        | Pres   | Reti   |
| ----------------------- | ----------------------- | ----------------------- | ---------- | ---------- | --------------- | --------------- | --------------- | ------------------ | ------------------ | ------------------ | ----------- | ----------- | ----------- | ------ | ------ |
| 2012-2013               | Tolosa 2                | CFA2                    | 11         | 0          |                 | -               | -               |                    | -                  | -                  |             | -           | -           | 11     | 0      |
| 2013-2014               | Tolosa 2                | CFA2                    | 17         | 0          |                 | -               | -               |                    | -                  | -                  |             | -           | -           | 17     | 0      |
| 2014-2015               | Tolosa 2                | CFA2                    | 22         | 0          |                 | -               | -               |                    | -                  | -                  |             | -           | -           | 22     | 0      |
| Totale Tolosa 2         | Totale Tolosa 2         | Totale Tolosa 2         | 50         | 0          |                 | -               | -               |                    | -                  | -                  |             | -           | -           | 50     | 0      |
| feb. 2014               | Tolosa                  | L1                      | 1          | 0          |                 | -               | -               |                    | -                  | -                  |             | -           | -           | 1      | 0      |
| 2015-2016               | Bordeaux 2              | CFA                     | 15         | 0          |                 | -               | -               |                    | -                  | -                  |             | -           | -           | 15     | 0      |
| 2015-2016               | Bordeaux                | L1                      | 1          | 0          |                 | -               | -               |                    | -                  | -                  |             | -           | -           | 1      | 0      |
| 2016-2017               | Vereja                  | 1L                      | 23         | 0          | CB              | 3               | 0               |                    | -                  | -                  |             | -           | -           | 26     | 0      |
| 2017-2018               | Černo More Varna        | 1L                      | 32         | 1          | CB              | 1               | 0               |                    | -                  | -                  |             | -           | -           | 33     | 1      |
| 2018-feb. 2019          | Černo More Varna        | 1L                      | 14         | 0          | CB              | 2               | 0               |                    | -                  | -                  |             | -           | -           | 16     | 0      |
| Totale Černo More Varna | Totale Černo More Varna | Totale Černo More Varna | 46         | 1          |                 | 3               | 0               |                    | -                  | -                  |             | -           | -           | 49     | 1      |
| feb.-apr. 2019          | Al-Kharitiyath          | QSL                     | 5          | 0          |                 | -               | -               |                    | -                  | -                  |             | -           | -           | 5      | 0      |
| 2019-2020               | Arda Kărdžali           | 1L                      | 12         | 1          | CB              | 2               | 0               |                    | -                  | -                  |             | -           | -           | 14     | 1      |
| 2020-2021               | Beroe                   | 1L                      | 22         | 0          | CB              | 2               | 0               |                    | -                  | -                  |             | -           | -           | 24     | 0      |
| Totale carriera         | Totale carriera         | Totale carriera         | 175        | 2          |                 | 10              | 0               |                    | -                  | -                  |             | -           | -           | 185    | 2      |

### Cronologia presenze e reti in nazionale
| Cronologia completa delle presenze e delle reti in nazionale ― Algeria | Cronologia completa delle presenze e delle reti in nazionale ― Algeria | Cronologia completa delle presenze e delle reti in nazionale ― Algeria | Cronologia completa delle presenze e delle reti in nazionale ― Algeria | Cronologia completa delle presenze e delle reti in nazionale ― Algeria | Cronologia completa delle presenze e delle reti in nazionale ― Algeria | Cronologia completa delle presenze e delle reti in nazionale ― Algeria | Cronologia completa delle presenze e delle reti in nazionale ― Algeria |
| Data                                                                   | Città                                                                  | In casa                                                                | Risultato                                                              | Ospiti                                                                 | Competizione                                                           | Reti                                                                   | Note                                                                   |
| ---------------------------------------------------------------------- | ---------------------------------------------------------------------- | ---------------------------------------------------------------------- | ---------------------------------------------------------------------- | ---------------------------------------------------------------------- | ---------------------------------------------------------------------- | ---------------------------------------------------------------------- | ---------------------------------------------------------------------- |
| 2-9-2017                                                               | Lusaka                                                                 | Zambia                                                                 | 3 – 1                                                                  | Algeria                                                                | Qual. Mondiali 2018                                                    | -                                                                      | 46’                                                                    |
| 22-3-2019                                                              | Blida                                                                  | Algeria                                                                | 1 – 1                                                                  | Gambia                                                                 | Qual. Coppa d'Africa 2019                                              | -                                                                      | 90+2’                                                                  |
| 10-10-2019                                                             | Blida                                                                  | Algeria                                                                | 1 – 1                                                                  | RD del Congo                                                           | Amichevole                                                             | -                                                                      | 70’                                                                    |
| Totale                                                                 |                                                                        | Presenze                                                               | 3                                                                      |                                                                        | Reti                                                                   | 0                                                                      |                                                                        |